# Linyphia eiseni
Linyphia eiseni là một loài nhện trong họ Linyphiidae.
Loài này thuộc chi Linyphia. Linyphia eiseni được Richard C. Banks miêu tả năm 1898.